# 9. Landwehr-Division (Deutsches Kaiserreich)
Die 9. Landwehr-Division war ein Großverband der Preußischen Armee im Ersten Weltkrieg.

## Gliederung

### Kriegsgliederung vom 15. Februar 1915
- 49. gemischte Landwehr-Brigade
  - Landwehr-Infanterie-Regiment Nr. 56
  - Landwehr-Infanterie-Regiment Nr. 118
  - Feld-MG-Zug Nr. 77
  - Feld-MG-Zug Nr. 97
- 43. gemischte Landwehr-Brigade (4. März 1915: neu nummeriert 76. Landwehr-Brigade)
  - Reserve-Infanterie-Regiment Nr. 79
  - Landwehr-Infanterie-Regiment Nr. 83
  - Feld-MG-Zug Nr. 62
  - Feld-MG-Zug Nr. 81
  - Landwehr-Kavallerie-Regiment Nr. 9
  - 4. Lothringisches Feldartillerie-Regiment Nr. 70
  - II. Abteilung/Feldartillerie-Regiment „von Peucker“ (1. Schlesisches) Nr. 6
  - 8. Batterie/Fußartillerie-Regiment „von Dieskau“ (Schlesisches) Nr. 6
  - 1. Kompanie/Pionier-Bataillon Nr. 6

### Kriegsgliederung vom 10. August 1918
- 76. Landwehr-Brigade
  - Landwehr-Infanterie-Regiment Nr. 83
  - Landwehr-Infanterie-Regiment Nr. 116
  - Landwehr-Infanterie-Regiment Nr. 118
  - 1. Eskadron/Reserve-Dragoner-Regiment Nr. 4
- Artillerie-Kommandeur Nr. 150
  - Landwehr-Feldartillerie-Regiment Nr. 9
- Pionier-Bataillon Nr. 409
- Divisions-Nachrichten-Kommandeur Nr. 509

## Gefechtskalender
Der Verband wurde am 14. Februar 1915 an der Westfront aus der Division Mühlenfels gebildet und kam hier über den gesamten Kriegsverlauf zum Einsatz. Nach dem Waffenstillstand marschierte die Division in die Heimat zurück, wo sie im Dezember 1918 zunächst demobilisiert und schließlich aufgelöst wurde.

### 1915
- 31. Januar bis 22. September --- Stellungskämpfe in der Champagne und westlich der Argonnen
- 23. September bis 3. November --- Herbstschlacht in der Champagne
- ab 4. November --- Stellungskämpfe in der Champagne und westlich der Argonnen

### 1916
- bis 14. Juli --- Stellungskämpfe in der Champagne und westlich der Argonnen
- 15. Juli bis 3. September --- Schlacht um Verdun
- 3. September bis 28. November --- Kampf im Argonner Wald
- ab 28. November --- Stellungskämpfe in den Argonnen

### 1917
- Stellungskämpfe in den Argonnen

### 1918
- bis 14. Juli --- Stellungskämpfe in den Argonnen
- 15. bis 17. Juli --- Angriffsschlacht an der Marne und in der Champagne
- 18. bis 31. Juli --- Stellungskämpfe in den Argonnen
- 1. August bis 25. September --- Stellungskämpfe in der Champagne (Teile der Division)
- 26. September bis 9. Oktober --- Abwehrschlacht in der Champagne und an der Maas
- 10. bis 12. Oktober --- Kämpfe vor der Hunding- und Brunhildfront
- 13. bis 17. Oktober --- Kämpfe an der Aisne und Aire
- 18. bis 23. Oktober --- Kämpfe bei Attigny und Rilly-aux-Oies
- 24. bis 31. Oktober --- Kämpfe an der Aisne und Aire
- 1. bis 4. November --- Kämpfe zwischen Aisne und Maas
- 5. bis 11. November --- Rückzugskämpfe vor der Antwerpen-Maas-Stellung
- ab 12. November --- Räumung des besetzten Gebietes und Marsch in die Heimat

## Kommandeure
| Dienstgrad      | Name                           | Datum                             |
| --------------- | ------------------------------ | --------------------------------- |
| Generalleutnant | Karl Ludwig von Mühlenfels     | 14. Februar 1915 bis 21. Mai 1917 |
| Generalleutnant | Hermann von Oppeln-Bronikowski | 22. Mai 1917 bis Dezember 1918    |